# Lonicera buchananii
Lonicera buchananii là một loài thực vật có hoa trong họ Kim ngân. Loài này được Lace mô tả khoa học đầu tiên năm 1915.